# Sheaffer

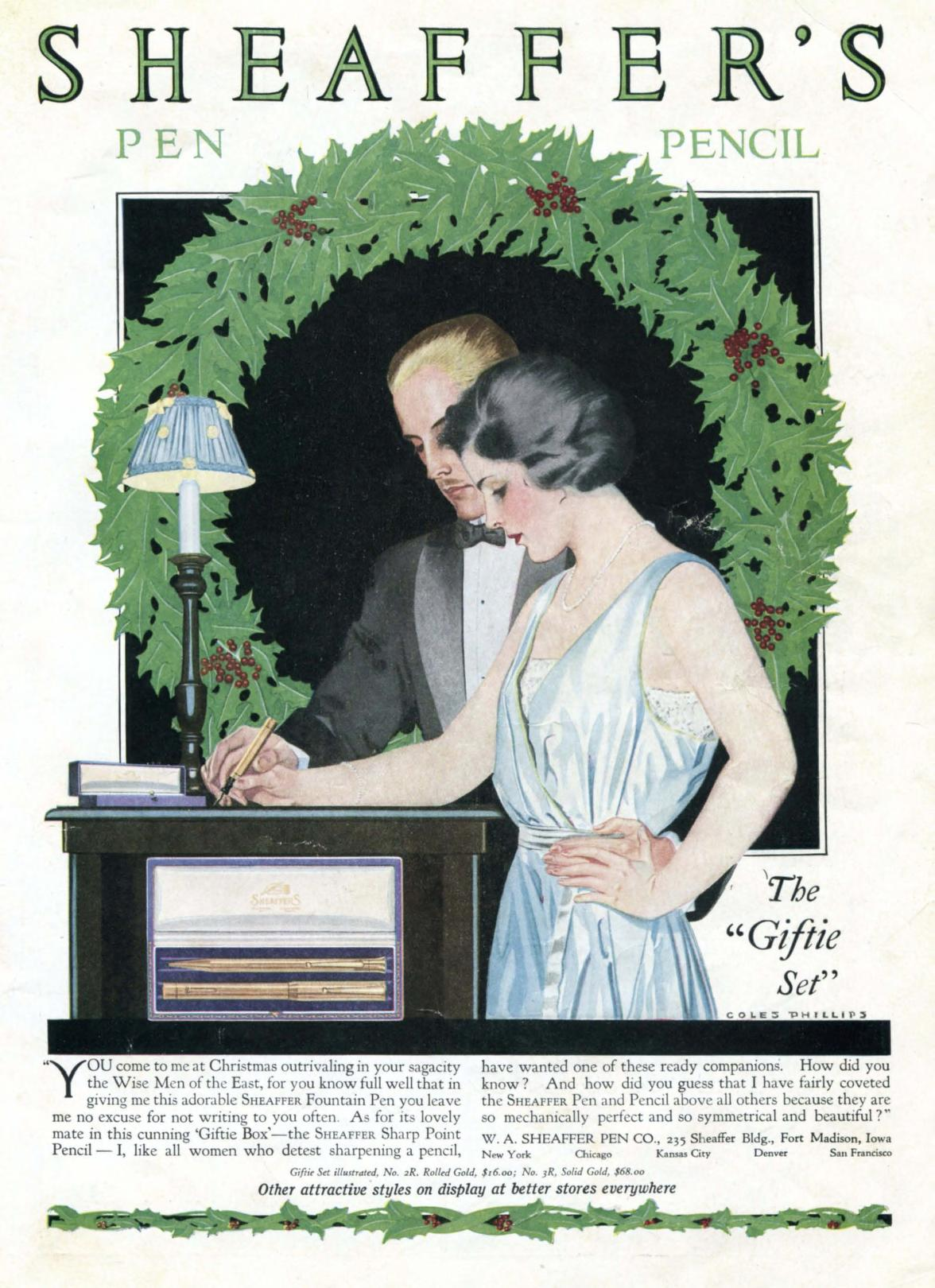
Anúncio publicitário da autoria de Coles Phillips

A Sheaffer Pen Corporation (AFI: [ʃeɪfɜːr]) é uma fabricante de instrumentos de escrita de luxo, especialmente canetas. A empresa foi fundada por Walter A. Sheaffer em Fort Madison, Iowa, e incorporada em 1913 para explorar sua invenção de uma caneta tinteiro de enchimento por alavanca. Adquirida pela francesa Bic em 1997, a Sheaffer foi vendida em agosto de 2014 para a A.T. Cross Company por US$ 15 milhões. Em agosto de 2022, a William Penn, da Índia, comprou a Sheaffer da A.T. Cross.